# Kalamaria
Kalamaria (in greco Καλαμαριά?) è un comune della Grecia situato nella periferia della Macedonia Centrale (unità periferica di Salonicco) con 90.096 abitanti secondo i dati del censimento 2001.

## Amministrazione

### Gemellaggi
- Solna